# Cristina Mulero Vidal
Cristina Mulero Vidal (Barcelona, 1982) és una exjugadora de waterpolo catalana.
Membre del Club Natació Sant Andreu, jugà en la posició de boia. Es proclamà campiona d'Espanya de primera divisió la temporada 2000-01. També aconseguí el subcampionat de la Copa de la Reina de 2006, on fou escollida millor jugadora del torneig. Fou internacional amb la selecció espanyola de waterpolo en tres ocasions. Es retirà al final de la temporada 2008-09.